# Open SQL
Open SQL es un derivado SQL patentado que proviene de la compañía SAP . SAP tiene la intención de proporcionar un dialecto SQL unificado para todas las bases de datos compatibles con SAP. Open SQL es parte del lenguaje de programación ABAP . También hay una versión (menos significativa) para Java . 

## Requerimientos
El uso de Open SQL requiere un servidor de aplicaciones SAP ABAP o Java. Además, todas las tablas de bases de datos utilizadas deben crearse en el Diccionario SAP. 
El objetivo de Open SQL es que los comandos SQL utilizados en todas las bases de datos entreguen el mismo resultado. Para este fin, el servidor de aplicaciones respectivo contiene su propio analizador SQL y un traductor que convierte el comando Open SQL en el dialecto de la base de datos nativa.